# 桑皮尼 (瓦兹省)
桑皮尼（法語：Sempigny，法語發音：[sɑ̃piɲi]）是法国瓦兹省的一个市镇，位于该省东北部，瓦兹河畔，属于贡比涅区。

## 地理
桑皮尼（49°33'27"N, 2°59'41"E）面积4.4 平方千米，位于法国上法蘭西大區瓦兹省，该省份为法国北部内陆省份，北起索姆省，西接厄尔省和滨海塞纳省，南至塞纳-马恩省和瓦兹河谷省，东临埃纳省。
与桑皮尼接壤的市镇（或旧市镇、城区）包括：卡勒蓬、希里-乌尔斯康、努瓦永、帕塞勒、蓬莱韦克、蓬图瓦兹莱努瓦永。

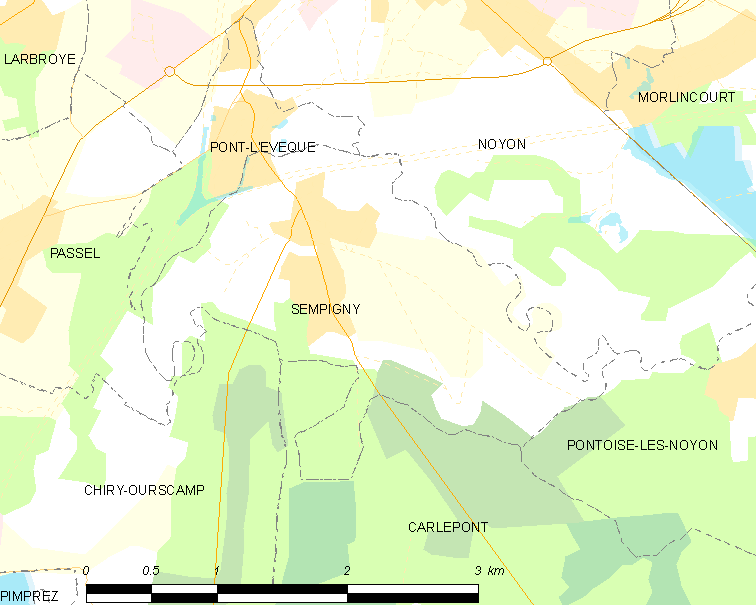
的OSM定位图

桑皮尼的时区为UTC+01:00、UTC+02:00（夏令时）。

## 行政
桑皮尼的邮政编码为60400，INSEE市镇编码为60610。

## 政治
桑皮尼所属的省级选区为努瓦永县。

## 人口

1962-2008年间人口变化图示

桑皮尼于2022年1月1日时的人口数量为754人。